# Studierendenschaft der Universität Bern
Die Studierendenschaft (bis anfangs 1990er-Jahre Studentenschaft, danach und bis 2018 StudentInnenschaft) der Universität Bern (SUB) ist eine Schweizer Studentenvereinigung. Die SUB wurde 1925 gegründet und fungiert als offizielle Studierendenvertretung der Universität Bern.

## Rechtsgrundlage und Mitgliedschaft
Rechtsgrundlage der SUB ist Art. 31 und 32 des Universitätsgesetz des Kantons Bern: Diese Bestimmungen erklären die SUB zur öffentlich-rechtliche Körperschaft mit eigener Rechtspnersönlichkeit. Grundsätzlich sind alle Studierenden der Universität Bern automatisch ab ihrer Immatrikulation SUB-Mitglieder. Studierende, welche der SUB nicht angehören wollen, können aber durch schriftliche Mitteilung an die Universitätsleitung austreten («opting-out»). Hiervon machen allerdings jeweils nur wenige Gebrauch. Der Mitgliederbeitrag beträgt 21 Franken pro Semester.

## Aufgaben und Tätigkeiten
Die SUB vertritt die Interessen der Studierenden gegenüber den Behörden des Kantons und der Universität Bern. Sie ist verantwortlich für die studentische Mitbestimmung – auf gesamtuniversitärer Ebene durch die Organe der Gesamtstudierendenschaft (Studierendenrat und Vorstand), auf Fachebene durch die der SUB angehörenden Fachschaften. Die Interessenvertretung in nationalen und internationalen Angelegenheiten übernimmt der Verband der Schweizer Studierendenschaften, dem die SUB seit ihrer Gründung angehört.
Die SUB bietet ihren Mitgliedern diverse Dienstleistungen an, so namentlich eine Wohnungs- und Stellenvermittlungsplattform sowie einen Rechtsberatungsdienst. Kulturell organisiert die SUB einmal im Jahr das Unifestival/Campus-Festival auf dem Gelände der Unitobler sowie mehrere kleinere kulturelle Anlässe; auf Antrag unterstützt sie kulturelle Aktivitäten studentischer Gruppierungen. Für externe kulturelle Anlässe, aber etwa auch für Fussball-Spiele der BSC Young Boys stehen SUB-Mitgliedern jeweils eine Anzahl Gratiseintritte zur Verfügung. Weitere kulturelle Aktivitäten und Feste werden von den einzelnen Fachschaften durchgeführt. Seit 2015 gibt die SUB keine eigene Zeitung mehr heraus, stattdessen hat sie einen Leistungsvertrag mit der unabhängigen Studierendenzeitschrift «bärner studizytig» (bsz) abgeschlossen: Die SUB unterstützt die bsz finanziell und sichert deren Versand an alle SUB-Mitglieder, im Gegenzug darf die SUB in jeder «bsz»-Ausgabe einige Seiten mit eigenen Inhalten gestalten.
Der Sozialfonds der SUB unterstützt Studierende in finanzieller Not mit Unterstützungsbeiträgen und Darlehen. Stark engagiert sich die SUB traditionell für die Geschlechtergleichstellung an der Universität Bern, namentlich bietet sie seit 2001 zusammen mit der Abteilung für Gleichstellung der Universität Bern das Mentoring-Programm «Womentoring» für an einem Doktorat interessierte Studentinnen an. Neuere Engagements betreffen Studierende mit Kindern, LGBTQIA+-Studierende sowie Rassismus an Hochschulen. Schliesslich unterstützen die SUB und ihre Fachschaften allgemein die Studierenden im Campus-Alltag, etwa durch Veranstaltungen für Erstsemestrige oder Austauschstudierende.

## Organisation
Das Studierendenparlament der SUB ist der 40-köpfige Studierendenrat (SR). Dieser wird alle zwei Jahren in direkten elektronischen Wahlen in einem einzigen Wahlkreis (d. h. ohne Trennung nach Fachbereich) nach Proporzsystem gewählt. Die Berner Studierendenpolitik ist von parteinahen und weltanschaulich ausgerichteten Studierendengruppierung geprägt, was für Schweizer Hochschulen unüblich ist. Grundsätzlich können der Studierendenrat oder eine gewisse Anzahl SUB-Mitglieder bestimmte Entscheidungen allen SUB-Mitgliedern vorlegen; entweder indem sie eine Generalversammlung einberufen oder mittels Initiative und Referendum eine elektronische Urabstimmung erwirken. Praktisch werden diese direktdemokratischen Mitwirkungsmöglichkeiten allerdings nur sehr selten genutzt.
Leitendes und ausführendes Organ der SUB ist ein siebenköpfiger, kollegial funktionierender Vorstand. Die Vorstandsmitglieder werden finanziell entschädigt. Der SUB-Vorstand hat mehrere Teilzeit-Mitarbeitende angestellt, mehrheitlich Studierende.
Die fachspezifischen Studierendenvertretungen, die Fachschaften, sind (anders als beispielsweise an der Universität Zürich, aber ähnlich wie in Basel und Freiburg) ebenfalls als Organe der SUB ausgestaltet. Die Mitgliedschaft in einer Fachschaft ist an jene in der SUB gebunden – eine Fachschaft wird folglich von sämtlichen SUB-Mitgliedern gebildet, die ein Fach studieren. Die Fachschaftsmitglieder wählen jeweils einen eigenen Fachschaftsvorstand, der die laufenden Fachschaftsgeschäfte führt. Finanziert werden die Fachschaften aus allgemeinen SUB-Mitteln gemäss Beschlüssen des Vorstands und des Studierendenrats.

## Geschichte
Nach Errichtung der Universität Bern 1834 verhinderten die politischen Spannungen der Regenerationszeit vorerst die Bildung eines allgemeinen Zusammenschlusses aller Studenten. Erst 1858 bildete sich mit dem Verein Academia eine relativ lose Dachorganisation. Obwohl die Academia aus einem hochschulpolitischen Anlass (Einführung des obligatorischen Vorlesungsbesuchs) gegründet worden war, konzentrierte sie sich später im Wesentlichen darauf, die studentische Krankenkasse zu verwalten und bei universitären Feierlichkeiten das Zeremoniell der verschiedenen Studentenverbindungen zu koordinieren. Nachdem sie bereits 1889 durch den Austritt der katholischen Studentenverbindung geschwächt worden war, führten Konflikte zwischen Verbindungsstudenten und Nichtinkorporierten 1889 schliesslich zur Auflösung der Academia.
An den Streitigkeiten zwischen den Verbindungen und der Freistudentenschaft scheiterten in den folgenden Jahzenten auch verschiedene Versuche (1904, 1910, 1919), eine erneute Gesamtorganisation der Studierenden zu schaffen. Erst im Jahr 1925 gelang schliesslich unter der Vermittlung des Staatsrechtsprofessors Walther Burckhardt die Einigung. Am 9. April 1925 wurden die ersten Statuten offiziell genehmigt – die SUB war gegründet.
Anfangs fokussierte die SUB auf praktische Dienstleistungen an Studierende der Universität Bern. 1927 entstand ein «Amt für Studentenhilfe» mit Darlehenskasse um bedürftige Studierende zu unterstützen (hierin liegt der Ursprung des Sozialfonds). Die SUB vermittelte Arbeit an Studierende, betätigte sich kulturell, betrieb eine eigene Bibliothek mit Lesesaal und gab ab 1932 die Zeitung Berner Student heraus. Sie erwirkte, dass die Universität 1942 die erste Mensa eröffnete. In der ersten Hälfte der 1930er-Jahre hatte die rechtsextreme Frontenbewegung auch an der Universität Bern einen bedeutenden Anhang, blieb aber letztlich in der Minderheit. Vor und während des Zweiten Weltkriegs unterstützte die SUB die geistige Landesverteidigung. Nach dem Krieg verstärkte die SUB v. a. ihr internationales Engagement: Sie informierte über Reise- und Austauschmöglichkeiten, förderte den Kontakt zu den in Bern anwesenden Austauschstudierenden und unterstützte Studierendenschaften im kriegsversehrten europäischen Ausland. Während des Kalten Kriegs (speziell beim Ungarischen Volksaufstand 1956) verurteilte sie in Resolutionen und Meinungsäusserungen Repressionen gegen Studierende und Akademiker im kommunistischen Ostblock. Die SUB spendete zwei Drittel ihres Vermögens als Direkthilfe für ungarische Flüchtlinge.
1954 wurde im Bernischen Universitätsgesetz verankert, dass Studierende der Universität Bern obligatorisch Mitglied der SUB sind. 1955 präsidierte mit Veronika Schneeberger erstmals eine Frau die SUB. In den 1960er-Jahren begann die SUB, Wohnungen zu vermitteln, eröffnete eine eigene Papeterie und stellte 1964 erstmals eine festbeschäftigte Sekretärin an. Während die SUB früher bürgerlicher war, wurde sie nun linksliberaler und setzte sich in Debatten um Hochschulreformen vermehrt für universitäre Mitbestimmung ein. 1966 wurde der Begriff der «politischen Neutralität» in den Statuten durch jenen der «parteipolitischen Unabhängigkeit» ersetzt und die bisherige Versammlung von Fachdelegierten in einen gewählten Studierendenrat umgewandelt. Ab 1971 gab die SUB den Wochenkalender mit Veranstaltungsankündigungen und hochschulpolitischen Kurzhinweisen WoKa heraus.
Mit der Wahl 1972 eines mehrheitlich linken Vorstands mit neomarxistischem Programm begann die SUB, sich als inneruniversitäre Opposition zu verstehen. Die studentische Mitbestimmung in universitären Gremien wurde in den 1970er Jahren zum zentralen Streitpunkt, gegen den Widerstand der Universität und ihrer Fakultäten. 1974 eskalierte die Situation, als die Polizei Proteste gewaltsam beendete, weshalb die SUB öffentlich demonstrierte, worauf die Universität den SUB-Präsidenten für ein Jahr  relegierte. 1975 gründete die SUB den Rechtshilfedienst (seit 2015 Rechtsberatungsdienst) und ein Jahr später die Studentische Buchgenossenschaft. Die SUB setzte sich auch gegen einen Numerus clausus, für den Zweiten Bildungsweg und ein besseres Stipendienwesen ein. Dazu lancierte sie die kantonalbernische Volksinitiative Uni für alle, Initiative für eine demokratische Hochschulbildung (1982 vom Stimmvolk abgelehnt). Ab den 1980er-Jahren kamen verstärkt feministische und ökologische Anliegen hinzu.
Der neue Kurs der SUB hatte vermehrte Konflikte mit den Behörden zur Folge. Unter anderem wurde der SUB 1973 die Finanzautonomie entzogen, was langjährige Finanzprobleme verursachte. Erst anfangs der 1990er-Jaren konnte eine definitive Finanzierungslösung gefunden werden, indem der heute noch bestehenden Mitgliederbeitrag von 21 Franken pro Semester festgesetzt wurde. Auch intern zeichneten sich die SUB der 1970er- und 1980er-Jahre durch heftige politische Konflikte aus, welche hauptsächlich (aber nicht ausschliesslich) zwischen linken und bürgerlichen Studierenden ausgefochten wurden.
Die 1990er-Jahre waren vom Kampf für Gleichstellung und insbesondere gegen Sparmassnahmen geprägt. Mit dem Universitätsgesetz von 1997 wurde einerseits die Möglichkeit eines SUB-Austritts geschaffen, anderseits erstmals die Studierendenvertretung in allen universitären Gremien gesetzlich verankert. Seit 2000 organisiert die SUB womentoring. Der Bologna-Prozess und die Digitalisierung prägen das hochschulpolitische Engagement der SUB in den 2000er Jahren. In den frühen 2010er-Jahren standen demgegenüber Anpassungen der Angebote und Dienstleistungen im Vordergrund. In den letzten Jahren haben Anliegen aktueller politischer Bewegungen (LGBTQIA+, Anti-Rassismus, Klima) die Arbeit der SUB beeinflusst.

## Publikationen

### Zeitschriften
Der Berner Student war offizielles Organ der Studierendenschaft der Uni Bern. Er erschien 7- bis 12-mal jährlich. Der Jahrgang 2 (1934) erschien mit Sonderheft. Die Ausgaben 1955 und 1956 enthielten eine literarische Beilage, Gesammeltes: Prosastücke und Gedichte. Nachfolger der Zeitschrift waren: SUBstanz (1983), gleichzeitig noch als Jahrgang 51 des Berner Studenten, dann Neue Substanz (1983–1984), später Extra WoKa (1984–1986) und ab 1986 (bis 2014) Unikum. Der Berner Student erschien (mindestens) vierteljährlich; Nummerierung: Jahrgang 1 (1932/33) – Jahrgang 50 (1982):
- Berner Student: offizielles Organ der Studentenschaft der Universität Bern. Bern: Genossenschafts-Buchdruckerei / Paul Haupt, 1932–1982. Jahrgänge 1 (1932/33) – Jg. 50, Nr. 6 (1982), vierteljährliche Erscheinung. OCLC 605697771

Nachfolgezeitschriften des Berner Student waren:
- SUBstanz, auch SUBstanz: das offizielle Organ der Studentenschaft der Universität Bern (SUB) (1983) OCLC 605957375
- Neue Substanz Zeitung, auch Neue Zubstanz-Zeitung und kantonales Universitätsblatt (1983–1984) OCLC 635582835
- Extra-Woka (1984–1986) OCLC 637743232
- Wochenkalender (WoKa) 1984–1993, 1994–1997 OCLC 884066882 OCLC 605957363
- Unikum, auch Unikum: Vierteljahresschrift für Jenachdemiker (1986–2014) OCLC 637741346 OCLC 173867158 OCLC 884311226

### Monografien (Auswahl)
- Die Studentschaft im Selbstporträt. Bern 1973.
- „Wohnsituation der Studierenden in Bern“: ein Vergleich zwischen 1988 und 1992 ; empirische Studie der StudentInnenschaft der Universität Bern (SUB). Bern : SUB, 1992. OCLC 75336688

## Archivquellen
- Archiv der SUB (1950–2017) im Staatsarchiv des Kantons Bern
- Staatsarchiv Bern, weitere Bestände zur SUB: a (1924–1968), b (1948–2001), c (1925–1982), d (1969–1993)
- SUB-Semesterberichte 1926-1947 im Bestand der ehemaligen Studentenschaft der Universität Zürich, Staatsarchiv des Kantons Zürich